# Čekić (uho)
Čekić (lat. malleus) slušna je koščica u srednjem uhu. Sastoji se od glave čekića (lat. caput mallei), ispod koje se nalazi vrat čekića (lat. collum mallei), a na donjem dijelu je držak čekića (lat. manubrium mallei). S čekića odlaze dva nastavka. Lateralno ide processus lateralis (lat.) koji na bubnjiću stvara izbočinu, prominentia malearis (lat.). Processus anterior (lat.) ide prema naprijed. Manubrij je spojen s bubnjićem, a glava čekića je preko sedlaste površine uzglobljena s nakovnjem.